# Brent W. Jett, Jr.
Brent Ward Jett, Jr.  (Pontiac, Míchigan, 5 de octubre de 1958) es un astronauta de la NASA.

## Formación
- 1969: Escuela elemental "Bennett Elementary", Fort Lauderdale, Florida.
- 1972: Colegio "James S. Rickards Middle School", Oakland Park, Florida.
- 1976: Graduado en el instituto "Northeast High School", Oakland Park, Florida.
- 1981: Termina su carrera de Ingeniería aeroespacial en la Academia Naval de los EE. UU.
- 1989: Recibió un master en Ingeniería aeronáutica desde la Escuela de Postgrado Naval de los EE. UU.

## Misiones
- STS-72: Endeavour (11-20 de enero de 1996) fue una misión que duró 9 días durante la cual el equipo recuperó el "Space Flyer Unit" (lanzado desde Japón 10 meses antes).

- STS-81: Atlantis (12-22 de enero de 1997) fue la quinta de una serie de misiones entre la lanzadera espacial de los EE. UU. y la estación espacial rusa MIR y la segunda en implicar un cambio de los astronautas estadounidenses.

- STS-97: Endeavour (30 de noviembre - 2 de diciembre del 2000) fue la quinta misión americana para construir y realzar las capacidades de la Estación Espacial Internacional.

- STS-115: Atlantis (9-21 de septiembre de 2006) fue la primera misión a la Estación Espacial Internacional después del desastre del Columbia.